# Championnat d'Europe de rugby à sept 2021
Navigation
2019 2022
Le championnat d'Europe de rugby à sept 2021 (désigné Sevens Championship Series 2021 par l'organisateur Rugby Europe) est la 19e édition de la plus importante compétition européenne de rugby à sept. Elle se déroule en juin 2021.
La compétition est remportée par l'Espagne.

## Équipes participantes
- Allemagne (tenant du titre)
- Espagne
- Géorgie
- Italie
- Lituanie (promu)
- Portugal
- Pologne
- Russie

## Grand Prix Series
| Date            | Lieu               | Vainqueur | Finaliste | Troisième |
| --------------- | ------------------ | --------- | --------- | --------- |
| 5-6 juin 2021   | Lisbonne, Portugal | Espagne   | Allemagne | Russie    |
| 26-27 juin 2021 | Moscou, Russie     | Espagne   | Lituanie  | Allemagne |

## Classement
| Rang               | Equipe    | Lisbonne | Moscou | Points |
| ------------------ | --------- | -------- | ------ | ------ |
| Médaille d'or      | Espagne   | 20       | 20     | 40     |
| Médaille d'argent  | Allemagne | 18       | 16     | 34     |
| Médaille de bronze | Russie    | 16       | 14     | 30     |
| 4                  | Lituanie  | 8        | 18     | 26     |
| 5                  | Géorgie   | 12       | 12     | 24     |
| 6                  | Portugal  | 14       | 8      | 22     |
| 7                  | Italie    | 10       | 10     | 20     |
| 8                  | Pologne   | 6        | 6      | 12     |

## Première étape
La première épreuve se déroule à Lisbonne au Portugal du 5 au 6 juin 2021. Elle est remportée par l'Espagne qui bat l'Allemagne en finale 19-17.
| Classement | Vainqueur | Score | Finaliste | Demi-finaliste        |
| ---------- | --------- | ----- | --------- | --------------------- |
| 1re        | Espagne   | 19-17 | Allemagne | Russie (3e) Portugal  |
| 5e         | Géorgie   | 10–5  | Italie    | Lituanie (7e) Pologne |

## Deuxième étape
La deuxième épreuve se déroule à Moscou en Russie du 26 au 27 juin. Elle est remportée par l'Espagne
| Classement | Vainqueur | Score | Finaliste | Demi-finaliste        |
| ---------- | --------- | ----- | --------- | --------------------- |
| 1re        | Espagne   | 47-5  | Lituanie  | Allemagne (3e) Russie |
| 5e         | Géorgie   | 19–14 | Italie    | Portugal (7e) Pologne |